# Skiskydning under vinter-OL 2022
Skiskydning under vinter-OL 2022 afholdes på Zhangjiakou National Biathlon Centre. Der er i alt 11 konkurrencer (5 for herrer, 5 for damer samt 1 mixed stafet), der vil være fordelt over perioden 5. – 19. februar 2022. I alt deltager der 212 skiskytter fordelt på lige antal af damer og herrer.

## Konkurrenceprogram
Der er lagt følgende konkurrenceprogram for de 11 konkurrencer.
Alle tider er lokal tid (UTC+8).
| Dato        | Tid   | Konkurrence                    |
| ----------- | ----- | ------------------------------ |
| 5. februar  | 17:00 | 4×6 km Stafet Mixed            |
| 7. februar  | 17:00 | 15 km Klassisk distance Damer  |
| 8. februar  | 16:30 | 20 km Klassisk distance Herrer |
| 11. februar | 17:00 | 7,5 km Sprint Damer            |
| 12. februar | 17:00 | 10 km Sprint Herrer            |
| 13. februar | 17:00 | 10 km Jagtstart Damer          |
| 13. februar | 18:45 | 12,5 Jagtstart Herrer          |
| 15. februar | 17:00 | 4×7,5 km Stafet Herrer         |
| 16. februar | 15:45 | 4×6 km Stafet Damer            |
| 18. februar | 17:00 | 15 km Fællesstart Herrer       |
| 19. februar | 17:00 | 12,5 km Fællesstart Damer      |

## Medaljer

### Medaljefordeling efter land
| Rank              | Nation                    | Guld | Sølv | Bronze | Total |
| ----------------- | ------------------------- | ---- | ---- | ------ | ----- |
| 1                 | Norge                     | 6    | 2    | 6      | 14    |
| 2                 | Frankrig                  | 3    | 4    | 0      | 7     |
| 3                 | Sverige                   | 1    | 3    | 0      | 4     |
| 4                 | Tyskland                  | 1    | 0    | 1      | 2     |
| 5                 | Ruslands Olympiske Komité | 0    | 1    | 3      | 4     |
| 6                 | Hviderusland              | 0    | 1    | 0      | 1     |
| 7                 | Italien                   | 0    | 0    | 1      | 1     |
| Total (7 nations) | Total (7 nations)         | 11   | 11   | 11     | 33    |

### Flest medaljer vundet pr. atlet
| Rank | Nation                           | Guld | Sølv | Bronze | Total |
| ---- | -------------------------------- | ---- | ---- | ------ | ----- |
| 1    | Johannes Thingnes Bø (NOR)       | 4    | 0    | 1      | 5     |
| 2    | Marte Olsbu Røiseland (NOR)      | 3    | 0    | 2      | 5     |
| 3    | Quentin Fillon Maillet (FRA)     | 2    | 3    | 0      | 5     |
| 4    | Tarjei Bø (NOR)                  | 2    | 1    | 1      | 4     |
| 5    | Elvira Öberg (SWE)               | 1    | 2    | 0      | 3     |
| 6    | Tiril Eckhoff (NOR)              | 1    | 1    | 1      | 3     |
| 7    | Vetle Sjåstad Christiansen (NOR) | 1    | 0    | 1      | 2     |
| 7    | Denise Herrmann (GER)            | 1    | 0    | 1      | 2     |
| 9    | Anaïs Chevalier-Bouchet (FRA)    | 0    | 2    | 0      | 2     |
| 9    | Émilien Jacquelin (FRA)          | 0    | 2    | 0      | 2     |
| 11   | Uljana Nigmatullina (ROC)        | 0    | 1    | 1      | 2     |
| 11   | Kristina Restsova (ROC)          | 0    | 1    | 1      | 2     |
| 13   | Eduard Latypov (ROC)             | 0    | 0    | 3      | 3     |
| 14   | Aleksander Loginov (ROC)         | 0    | 0    | 2      | 2     |

### Herrer
| Event                   | Guld                                                                                        | Guld      | Sølv                                                                                    | Sølv      | Bronze | Bronze    |
| ----------------------- | ------------------------------------------------------------------------------------------- | --------- | --------------------------------------------------------------------------------------- | --------- | --- | --------- |
| 20 km Klassisk distance | Quentin Fillon Maillet · Frankrig                                                           | 48:47.4   | Anton Smolski · Hviderusland                                                            | 49:02.2   | Johannes Thingnes Bø · Norge                                                                               | 49:18.5   |
| 10 km Sprint            | Johannes Thingnes Bø · Norge                                                                | 24:00.4   | Quentin Fillon Maillet · Frankrig                                                       | 24:25.9   | Tarjei Bø · Norge                                                                                          | 24:39.3   |
| 12,5 km Jagtstart       | Quentin Fillon Maillet · Frankrig                                                           | 39:07.5   | Tarjei Bø · Norge                                                                       | 39:36.1   | Eduard Latypov · Ruslands Olympiske Komité                                                                 | 39:42.8   |
| 4×7,5 km Stafet         | Johannes Thingnes Bø · Norge                                                                | 38:14.4   | Martin Ponsiluoma · Sverige                                                             | 38:54.7   | Vetle Sjåstad Christiansen · Norge                                                                         | 39:26.9   |
| Stafet                  | Norge · Sturla Holm Lægreid · Tarjei Bø · Johannes Thingnes Bø · Vetle Sjåstad Christiansen | 1:19:50.2 | Frankrig · Fabien Claude · Émilien Jacquelin · Simon Desthieux · Quentin Fillon Maillet | 1:20:17.6 | Ruslands Olympiske Komité · Said Karimulla Khalili · Aleksander Loginov · Maksim Tsvetkov · Eduard Latypov | 1:20:35.5 |

### Damer
| Event                   | Guld                                                                | Guld      | Sølv | Sølv      | Bronze                                                                      | Bronze    |
| ----------------------- | ------------------------------------------------------------------- | --------- | --- | --------- | --------------------------------------------------------------------------- | --------- |
| 15 km Klassisk distance | Denise Herrmann · Tyskland                                          | 44:12.7   | Anaïs Chevalier-Bouchet · Frankrig                                                                         | 44:22.1   | Marte Olsbu Røiseland · Norge                                               | 44:28.0   |
| 7,5 km Sprint           | Marte Olsbu Røiseland · Norge                                       | 20:44.3   | Elvira Öberg · Sverige                                                                                     | 21:15.2   | Dorothea Wierer · Italien                                                   | 21:21.5   |
| 10 km Jagtstart         | Marte Olsbu Røiseland · Norge                                       | 34:46.9   | Elvira Öberg · Sverige                                                                                     | 36:23.4   | Tiril Eckhoff · Norge                                                       | 36:35.6   |
| 4×6 km Stafet           | Justine Braisaz-Bouchet · Frankrig                                  | 40:18.0   | Tiril Eckhoff · Norge                                                                                      | 40:33.3   | Marte Olsbu Røiseland · Norge                                               | 40:52.9   |
| Stafet                  | Sverige · Linn Persson · Mona Brorsson · Hanna Öberg · Elvira Öberg | 1:11:03.9 | Ruslands Olympiske Komité · Irina Kasakevitj · Kristina Restsova · Svetlana Mironova · Uljana Nigmatullina | 1:11:15.9 | Tyskland · Vanessa Voigt · Vanessa Hinz · Franziska Preuß · Denise Herrmann | 1:11:41.3 |

### Blandet køn
| Event               | Guld                                                                             | Guld      | Sølv                                                                                          | Sølv      | Bronze | Bronze    |
| ------------------- | -------------------------------------------------------------------------------- | --------- | --------------------------------------------------------------------------------------------- | --------- | --- | --------- |
| 4×6 km Stafet Mixed | Norge · Marte Olsbu Røiseland · Tiril Eckhoff · Tarjei Bø · Johannes Thingnes Bø | 1:06:45.6 | Frankrig · Anaïs Chevalier-Bouchet · Julia Simon · Émilien Jacquelin · Quentin Fillon Maillet | 1:06:46.5 | Ruslands Olympiske Komité · Uljana Nigmatullina · Kristina Restsova · Aleksander Loginov · Eduard Latypov | 1:06:47.1 |